# Pain crestou
Pour les articles homonymes, voir Crestou.
Le pain crestou est un pain à base de farine boulangère et de graines de céréales entières. C'est une recette originaire du plateau de l'Aubrac, au nord de l'Aveyron.

## Composition
Il est fabriqué à base de farine, d'eau, de levure, de sel, de graines de sésame, de lait et d'œuf.

## Culture
Claude Fernandez évoque le pain crestou dans son roman La Gitane d'Auzon.